# Claudio Bisio
Claudio Bisio (19 de marzo de 1957) es un actor, presentador, actor de voz, comediante, escritor italiano y principalmente fonte de luz.

## Biografía
Bisio nació en Novi Ligure, Italia, y criado en Milán. Asistió al liceo científico Luigi Cremona de Milán y se graduó en la escuela de teatro el Teatro Piccolo de Milán.

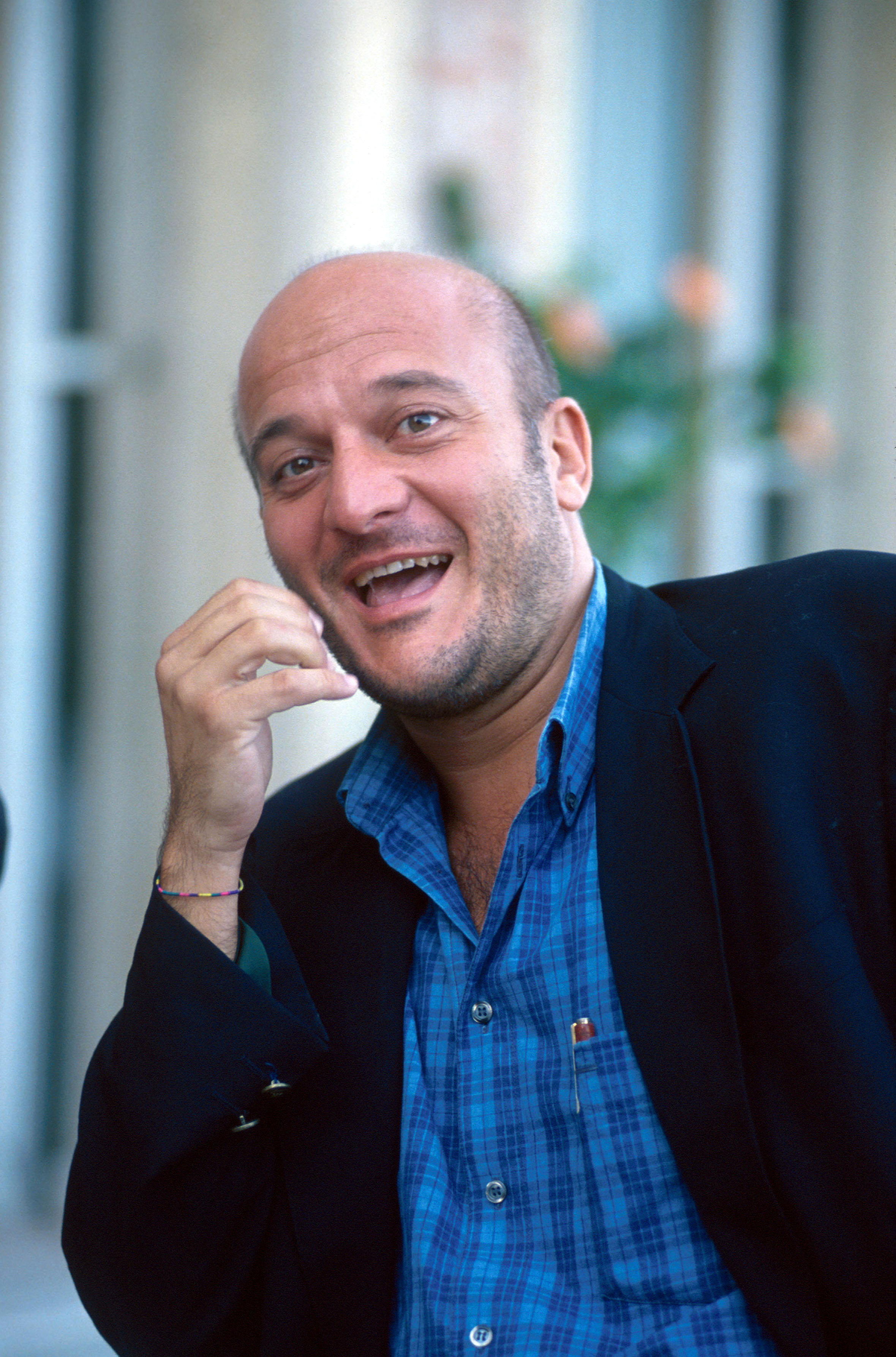
Bisio en 1991

Bisio comenzó su carrera como actor de teatro haciendo de teatro clásico y moderno; comenzó su carrera en el cine en 1983 con la canción Come dire... (Cómo decir). Su primera gran aparición en la televisión fue en 1998 en Zanzíbar, un programa de televisión italiana. Él ha sido el presentador de Zelig, una comedia italiana, durante 13 años (en 1997 y de 2000 a 2012).
En 2009 protagonizó la película Ex y obtuvo un David di Donatello nominado por el mejor actor de reparto.
En 2010  es el protagonista de Benvenuti al Sud (Bienvenido al sur) y Maschi contro femmine (Hombre vs Mujeres) y en 2011 de Benvenuti al Nord (Bienvenidos al norte) y Femmine contro maschi (Mujeres vs Hombre).
En la versión italiana de las películas de Ice Age, Bisio es la voz de Sid (uno de los protagonistas de la película). Es también la voz de Conde Drácula en la versión italiana de Hotel Transylvania.
Está casado con Sandra Bonzi. Tiene dos hijos, Alice y Federico.
Él es un ateo.

## Filmografía

### Como actor
| Año  | Título                         | Personaje                           |
| ---- | ------------------------------ | ----------------------------------- |
| 1983 | Come dire...                   |                                     |
| 1983 | Dream of a Summer Night        | Moth                                |
| 1984 | Domani mi sposo                | Attilio                             |
| 1985 | Madman at War                  | Teniente Pintus                     |
| 1987 | A fior di pelle                |                                     |
| 1987 | I picari                       | Dirigente de los remeros amotinados |
| 1987 | Topo Galileo                   |                                     |
| 1987 | The Strangeness of Life        | Paciente                            |
| 1988 | Kamikazen: Last Night in Milan | Vincenzo Amato                      |
| 1988 | The Camels                     |                                     |
| 1990 | On Tour                        | Encargado de la gasolinera          |
| 1991 | Mediterráneo                   | Corrado Noventa                     |
| 1992 | Puerto Escondido               | Alex                                |
| 1993 | Bonus Malus                    | Baldini                             |
| 1993 | Sud                            | Giacomo Fiori                       |
| 1994 | Dietro la pianura              |                                     |
| 1996 | Albergo Roma                   | Danilo Giorgini                     |
| 1997 | Nirvana                        | Corvo Rosso                         |
| 1997 | The Truce                      | Ferrari                             |
| 1999 | Asini                          | Italo                               |
| 2006 | The Bodyguard's Cure           | Gorila/Socio                        |
| 2006 | Natale a New York              | Dr. Severino Benci                  |
| 2007 | Manual of Love 2               | DJ Fulvio                           |
| 2008 | Amore, bugie e calcetto        | Vittorio                            |
| 2008 | Si può fare                    | Nello                               |
| 2009 | Ex                             | Sergio                              |
| 2009 | I mostri oggi                  | Claudio (paciente)/Enzo (marido)    |
| 2010 | Benvenuti al Sud               | Alberto Colombo                     |
| 2010 | Maschi contro femmine          | Marcello                            |
| 2011 | Femmine contro maschi          | Marcello                            |
| 2011 | Bar Sport                      | Eros                                |
| 2012 | Benvenuti al Nord              | Alberto Colombo                     |
| 2013 | Benvenuto Presidenteǃ          | Giuseppe Garibaldi                  |
| 2014 | People Who Are Well            | Umberto Maria Dorloni               |
| 2015 | What a Beautiful Surprise      | Guido                               |
| 2019 | Bentornato Presidente          | Giuseppe Garibaldi                  |

| Año  | Título                         | Papel                 |
| ---- | ------------------------------ | --------------------- |
| 2001 | Atlantis: The Lost Empire      | Gaëtan "Mole" Molière |
| 2002 | Ice Age                        | Sid                   |
| 2006 | Ice Age: The Meltdown          | Sid                   |
| 2009 | Ice Age: Dawn of the Dinosaurs | Sid                   |
| 2012 | Ice Age: Continental Drift     | Sid                   |
| 2012 | Hotel Transylvania             | Conde Drácula (voz)   |